# Estação Simancas

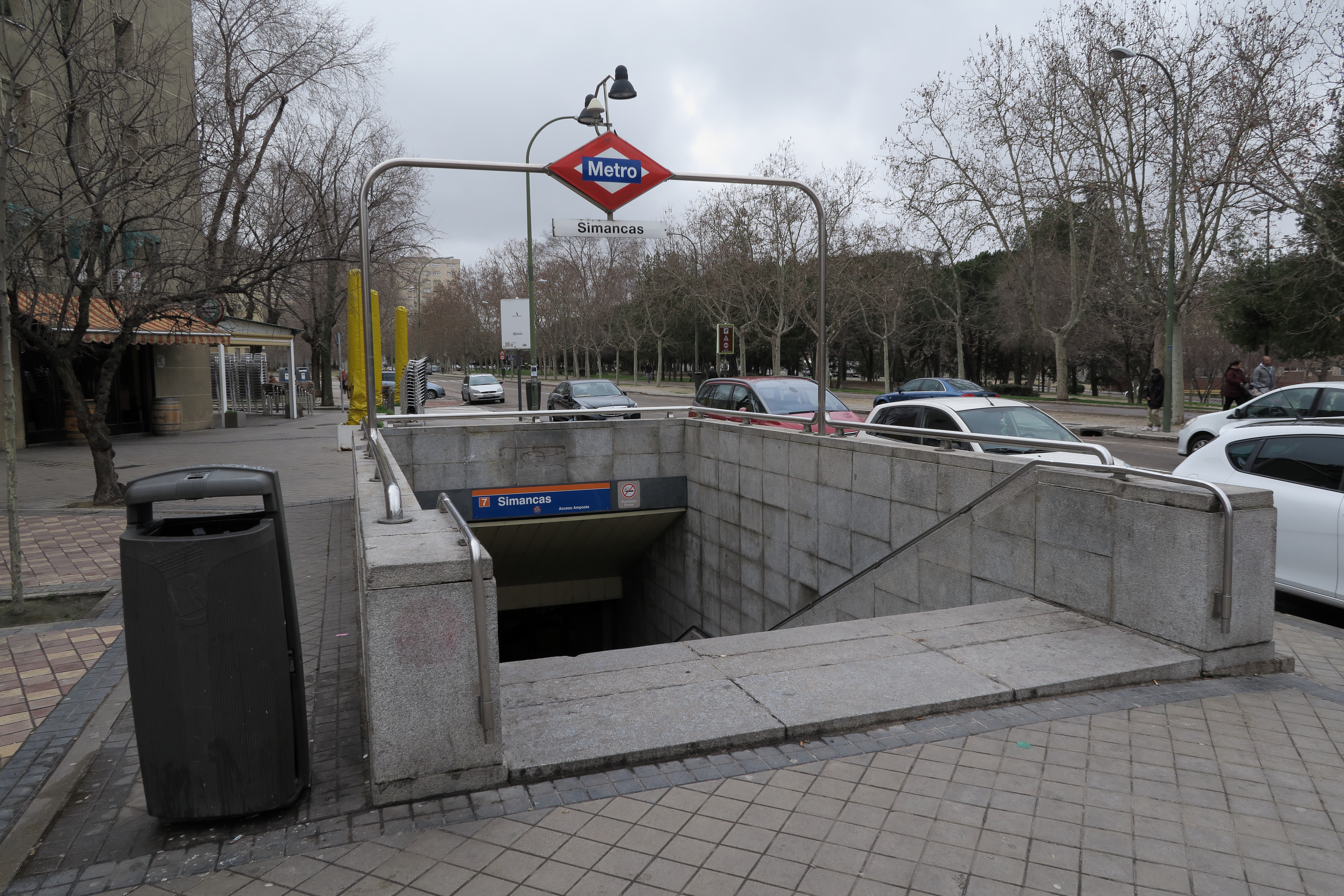
Acesso a Estação Simancas.

Simancas é uma estação da Linha 7 do Metro de Madrid.